# 克拉拉-维耶拉克
克拉拉-维耶拉克（法語：Clara-Villerach，法語發音：[klaʁa vijʁak] ⓘ；2017年之前名为克拉拉 (Clara)）是法国东比利牛斯省的一个市镇，属于普拉德区。

## 地理
克拉拉-维耶拉克（42°35'7"N, 2°26'35"E）面积8.7 平方千米，位于法国奧克西塔尼大區东比利牛斯省，该省份为法国大陆部分最南部的省份，涵盖了北加泰罗尼亚，北起奥德省，西接阿列日省和安道尔，南与西班牙接壤，东临地中海。
与克拉拉-维耶拉克接壤的市镇（或旧市镇、城区）包括：洛斯马索、埃斯托埃、托里尼亚、普拉德。

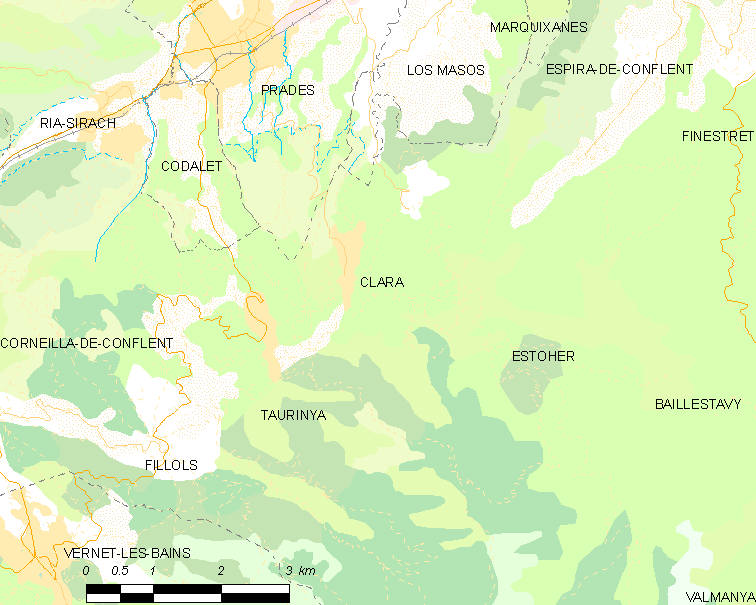
克拉拉-维耶拉克的OSM定位图

克拉拉-维耶拉克的时区为UTC+01:00、UTC+02:00（夏令时）。

## 行政
克拉拉-维耶拉克的邮政编码为66500，INSEE市镇编码为66051。

## 政治
克拉拉-维耶拉克所属的省级选区为加泰罗尼亚比利牛斯县。

## 人口

1962-2008年间克拉拉-维耶拉克人口变化图示

克拉拉-维耶拉克于2022年1月1日时的人口数量为267人。